# Kuma (Schiff)
Die Kuma (japanisch 球磨) war ein Leichter Kreuzer und Typschiff der gleichnamigen Klasse der Kaiserlich Japanischen Marine, der Ende der 1910er Jahre gebaut wurde und im Zweiten Weltkrieg zum Einsatz kam.

## Bau
Der Bauauftrag für die spätere Kuma wurde an die Marinewerft in Sasebo vergeben. Diese legte den Rumpf am 29. August 1918 auf Kiel und der Stapellauf erfolgte 14. Juli 1919. Die Indienststellung erfolgte am 31. August 1920 unter dem Kommando von Kaigun-taisa (Kapitän zur See) Aoki Tohei, welcher bereits seit dem 14. Juli 1919 als sogenannter Oberster Ausrüstungsoffizier (jap. 艤装員長, gisō inchō) mit der Baubelehrung beauftragt gewesen war.

## Modifizierungen und Umbauten
Die Kuma wurde ab 1929 mit einem Bordflugzeug des Typs Nakajima 90 Modell 1 und mit einem Katapult ausgerüstet.
Auf der Kuma wurde, wie auf den meisten japanischen Kriegsschiffen, im Verlauf des Zweiten Weltkrieges eine ständige Verstärkung ihrer Flak-Ausstattung vorgenommen. Die 8,0-cm-L/40-Typ-3-FlaK wurde entfernt und Maschinenkanonen 2,5 cm L/60 Typ 96 auf seine Position gesetzt. Eines der 14-cm-Geschütze der Hauptartillerie wurde im Kriegsverlauf demontiert.

## Werdegang und Vorkriegsgeschichte
Die Kuma wurde im Sommer 1931 zur Evakuierung des Passagierschiffs Choshun Maru abgestellt, das durch Grundberührung stark Wasser machte und auf den Strand gesetzt worden war, um ein Sinken zu verhindern. 181 Personen wurden geborgen und nach Tsingtau gebracht.
Im Herbst 1941 wurde die Kuma, mit dem Schweren Kreuzer Ashigara und der Nagara zur 16. Kreuzerdivision zusammengefasst.

### Zweiter Weltkrieg
Kurz nach dem japanischen Einstieg in den Zweiten Weltkrieg durch den Angriff auf Pearl Harbor am 7. Dezember 1941 wurde die Kuma der Operation „M“, der Schlacht um die Philippinen, zugeteilt. Die Inseln sollten man im Rahmen der Pläne zur Großostasiatischen Wohlstandssphäre besetzt werden.
Am 11. Dezember deckte sie die Landung japanischer Truppen bei Aparri und Vigan, am 22. Dezember weitere Landungen im Golf von Lingayen. Sie nahm an weiteren Einsätzen um die Philippinen teil und beschoss im Februar 1942 gemeinsam mit einem Torpedoboot den Hafen auf Cebu. Dabei versenkten sie zwei kleine Küstenschiffe. 325 Personen, darunter Frauen und Kinder, wurden getötet. Im März unterstützte sie die Besetzung von Zamboanga City. In der Nacht vom 8. auf den 9. April wurde sie vor Cebu von amerikanischen PT-Booten angegriffen. Ein Torpedo traf den Kreuzer, explodierte aber nicht.
Nach dem Abschluss der Philippinen-Einsätze wurde sie im September 1942 zum Transport von Truppen von Hongkong nach Rabaul und im November von Manila nach Rabaul abgestellt. Bis zum Sommer 1943 führte sie hauptsächlich Sicherungsaufgaben aus. Am 23. Juni 1943 wurde sie dabei Ziel von B-24-Bombern, die den Liegeplatz mehrerer Kriegsschiffe angriffen. Die US-Amerikaner erzielten keine Treffer. Im August 1943 landete sie Truppen auf den Andamanen. Im November 1943 wurde sie in Japan umgebaut und mit einer verbesserten Flugabwehr ausgerüstet.

### Verlust
Im Januar 1944 brachte sie Truppen und Nachschub von Singapur nach Penang, wo sie am 8. Januar eintraf. Am 9. Januar lief sie mit dem Zerstörer Uranami zu einer Übung aus, wobei sie vom britischen U-Boot Tally-Ho entdeckt wurde. Das U-Boot kam nicht in Angriffsposition, behielt aber seine Position vor Penang bei. Am 11. Januar liefen die beiden Schiffe erneut aus. Die Tally-Ho setzte auf die Kuma einen Torpedofächer aus sieben Torpedos ab, von denen zwei trafen.
Das Schiff konnte nicht gerettet werden, und die Uranami nahm die Überlebenden an Bord. 138 Seeleute waren getötet worden. Das Wrack brannte aus und sank schließlich über das Heck bei 5° 26′ N, 99° 52′ O.

## Name
Die Kuma war das erste Kriegsschiff einer japanischen Marine, das diesen Namen trug. Benannt nach dem Fluss Kuma in der Präfektur Kumamoto auf Kyūshū.

## Liste der Kommandanten
| Nr. | Name                                                  | Beginn der Amtszeit | Ende der Amtszeit  | Bemerkungen                                                                                     |
| --- | ----------------------------------------------------- | ------------------- | ------------------ | ----------------------------------------------------------------------------------------------- |
| 1.  | Kapitän zur See Aoki Tohei                            | 31. August 1920     | 15. Februar 1921   | seit 14. Juli 1919 mit der Baubelehrung betraut                                                 |
| 2.  | Kapitän zur See Miyamura Rekizo                       | 15. Februar 1921    | 1. November 1921   |                                                                                                 |
| 3.  | Kapitän zur See Migita Kumagoro                       | 1. November 1921    | 20. November 1922  |                                                                                                 |
| 4.  | Kapitän zur See Takahashi Jutaro                      | 20. November 1922   | 15. Oktober 1923   |                                                                                                 |
| 5.  | Fregattenkapitän / Kapitän zur See Matsushita Shigeru | 1. Dezember 1923    | 10. Mai 1924       | bereits seit 15. Oktober 1923 mit der Wahrnehmung der Geschäfte betraut                         |
| 6.  | Kapitän zur See Hashimoto Saisuke                     | 10. Mai 1924        | 1. Dezember 1924   |                                                                                                 |
| 7.  | Kapitän zur See Imagawa Magane                        | 15. Januar 1925     | 20. April 1925     | Kommandant der Chitose, bereits seit 1. Dezember 1924 mit der Wahrnehmung der Geschäfte betraut |
| 8.  | Kapitän zur See Yamamoto Tokihiko                     | 20. April 1925      | 15. Juni 1925      |                                                                                                 |
| 9.  | Kapitän zur See Inoue Shigenori                       | 15. Juni 1925       | 1. Dezember 1925   |                                                                                                 |
| 10. | Kapitän zur See Fukushima Kanzo                       | 1. Dezember 1925    | 1. April 1926      |                                                                                                 |
| 11. | Kapitän zur See Henmi Tatsuhiko                       | 1. April 1926       | 1. November 1926   |                                                                                                 |
| 12. | Kapitän zur See Ono Hiroshi                           | 1. November 1926    | 1. Dezember 1927   |                                                                                                 |
| 13. | Kapitän zur See Hayashi Yoshihiro                     | 1. Dezember 1927    | 30. November 1929  |                                                                                                 |
| 14. | Kapitän zur See Sugisaka Teijiro                      | 30. November 1929   | 1. Dezember 1930   |                                                                                                 |
| 15. | Kapitän zur See Yunokawa Tadakazu                     | 1. Dezember 1930    | 1. Dezember 1931   |                                                                                                 |
| 16. | Kapitän zur See Sumita Sadao                          | 1. Dezember 1931    | 1. Dezember 1932   |                                                                                                 |
| 17. | Kapitän zur See Kumaoka Yuzuru                        | 1. Dezember 1932    | 15. November 1933  |                                                                                                 |
| 18. | Kapitän zur See Horiuchi Shigenori                    | 15. November 1933   | 10. April 1935     |                                                                                                 |
| 19. | Kapitän zur See Aihara Aritaka                        | 10. April 1935      | 15. November 1935  |                                                                                                 |
| 20. | Kapitän zur See Kazoku Daigo Tadashige                | 15. November 1935   | 1. Dezember 1936   |                                                                                                 |
| 21. | Kapitän zur See Sato Tsutomu                          | 1. Dezember 1936    | 15. Juni 1938      |                                                                                                 |
| 22. | Kapitän zur See Yatsushiro Sukeyoshi                  | 15. Juni 1938       | 18. Mai 1939       |                                                                                                 |
| 23. | Kapitän zur See Kobayashi Kengo                       | 18. Mai 1939        | 15. November 1939  |                                                                                                 |
| 24. | Kapitän zur See Hiratsuka Shiro                       | 15. November 1939   | 15. Oktober 1940   |                                                                                                 |
| 25. | Kapitän zur See Eguchi Matsuro                        | 15. Oktober 1940    | 20. September 1941 |                                                                                                 |
| 26. | Kapitän zur See Shibuya Kiyomi                        | 20. September 1941  | 17. November 1942  |                                                                                                 |
| 27. | Kapitän zur See Yokoyama Ichiro                       | 17. November 1942   | 14. August 1943    | offizielle Kommandoübernahme bereits am 14. November 1942                                       |
| 28. | Kapitän zur See Sugino Shuichi                        | 14. August 1943     | 11. Januar 1944    |                                                                                                 |